# Gaspar de Bracamonte y Guzmán

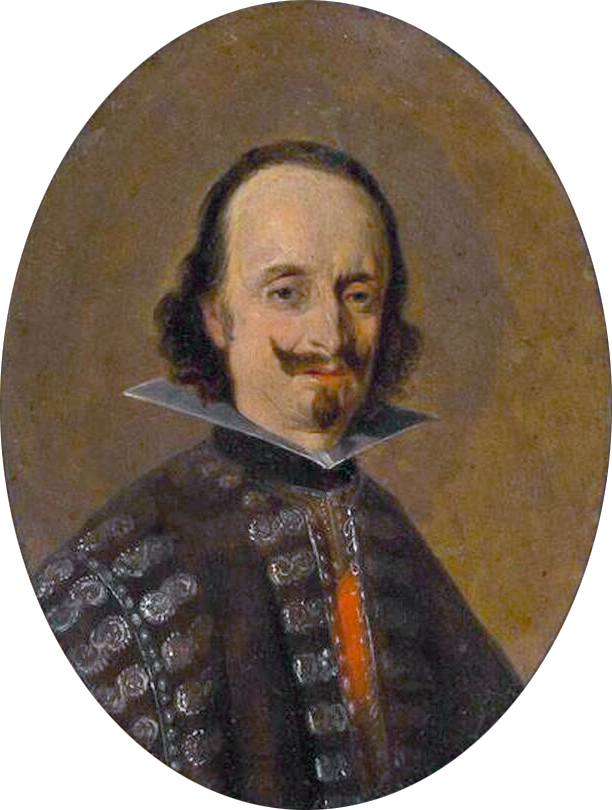
Gaspar de Bracamonte y Guzmán

Don Gaspar de Bracamonte y Guzmán, 3. Graf und Grande von Peñaranda (3. Graf von Peñaranda) (* um 1595/6 in Peñaranda de Bracamonte; † 16. September 1676 in Madrid) war ein spanischer Staatsmann und Diplomat. Gegen Ende der Friedensverhandlungen in Münster, die den Dreißigjährigen Krieg beendeten, war er spanischer Generalbevollmächtigter, von 1659 bis 1664 Vizekönig von Neapel und nach dem Tode König Philipps IV. († 1665) einer der Regenten des Königreichs Spanien.

## Leben
Bracamonte war der Sohn des spanischen Prinzenerziehers Alonso de Bracamonte, durch den er bereits früh Kontakte zum spanischen Hof bekam. Er schlug zunächst eine Klerikerlaufbahn ein, doch heiratete er Maria de Bracamonte, die Tochter seines älteren Bruders Balthazar Emmanuel und Erbin der Grafschaft Peñaranda. Da der gemeinsame Sohn, Gregorio (4. Graf von Peñaranda, Großkomtur von Calatrava und kastilischer Grande) trotz zweier Ehen im Jahr 1689 kinderlos starb, fiel die Grafschaft Peñaranda schließlich an Marias jüngere Schwester Antonia.
Im Auftrag Philipps IV. verbrachte er als „Prinzipalgesandter“ Spaniens vom 5. Juli 1645 an drei Jahre in Münster; er wurde von einem 112-köpfigen Gefolge begleitet. Er nahm am kulturellen Leben Münsters teil und verhandelte vor allem mit den Vertretern der Republik der Sieben Vereinigten Provinzen (der nördlichen Niederlande) und Frankreichs. Er erlebte im Jahr 1648 den Friedensschluss des Westfälischen Friedens. Dies kommentierte er mit seiner berühmt gewordenen Bemerkung: „Ganz Münster ist ein Freudental!“
Nach seiner Rückkehr nach Spanien wurde er zum Vizekönig von Neapel ernannt. Danach war er Berater der Königinwitwe Maria Anna von Österreich, die unter Aufsicht einer Regierungskommission (Junta de gobierno) die Regentschaft für ihren minderjährigen Sohn Karl II. übernahm.